# Seznam ameriških izumiteljev
Seznam ameriških izumiteljev.

## A
Samuel Sorenson Adams - Carl Akeley - Samuel W. Alderson - Robert Abplanalp - Thomas Armat - Edwin Armstrong - John Vincent Atanasoff (1903-1995) - William W. Averell -

## B
Isaac Babbitt - George Babcock - Leo Baekeland - Ralph Henry Baer - John Bardeen - P.G.T. Beauregard - Arnold O. Beckman - Vincent Bendix - Willard Harrison Bennett - Bruce R. Bent - Emile Berliner - Erastus Brigham Bigelow - Forrest Bird - Clarence Birdseye - Hugo Borchardt - Gail Borden - Rezin Bowie - Seth Boyden - Milton Bradley - Walter Brattain - Harold P. Brown - John Browning - David Bruce (izumitelj) - Charles Francis Brush - Gridley Bryant - David Dunbar Buick - William Bullock (izumitelj) - William Seward Burroughs -

## C
Chester Carlson - Willis Carrier - Thomas Carter (izumitelj) - George Washington Carver - Bernard Castro - William Clayton (izumitelj) - George Clymer (izumitelj) - George E. Clymer - Lynn Conway - Joshua Lionel Cowen

## D
Newman Darby - Charles Darrow - Emily Davenport - Thomas Davenport - Mark Dean - Edward A. Deeds - Robert Dennard - Charles Joseph Van Depoele - Henry Beecher Dierdorff - Amos Dolbear - Ray Dolby - Charles Stark Draper - Donald Duncan - Frank Dusy - 

## E
James Buchanan Eads - George Eastman - Thomas Edison - Douglas Engelbart - Louis Enricht - Oliver Evans - Ole Evinrude - 

## F
Philo Farnsworth - Isaac Fischer - Harvey Fletcher - Henry Ford - Lee De Forest - Gerard J. Foschini - James B. Francis - Benjamin Franklin - John Froelich - Buckminster Fuller (1895-1983) - Robert Fulton - 

## G
- Richard Jordan Gatling
- Domingo Ghirardelli
- James Edward Allen Gibbs
- King C. Gillette
- Henry G. Ginaca
- Joseph Glidden
- Robert Hutchings Goddard
- Thomas Godfrey (izumitelj)
- Marcel Jules Edouard Golay (1902 - 1989)
- Peter Goldmark
- Sarah E. Goode
- Charles Goodyear
- Gordon Gould
- Bette Nesmith Graham
- Elisha Gray
- Wilson Greatbatch
- Chester Greenwood
- Alfred J. Gross
- Franc Grum?

## H
Ralph Hartley - Hayward A. Harvey - Elwood Haynes - Benjamin Tyler Henry - James Hillier - Charles Elmer Hires - Richard March Hoe - John P. Hogan - Herman Hollerith - Birdsill Holly - Nick Holonyak - Benjamin Holt - Samuel Hopkins (izumitelj) - Elias Howe - Harvey Hubbell - Albert Hunt - Carleen Hutchins - Lawrence A. Hyland - 

## I
Frederick Eugene Ives - 

## J
Candido Jacuzzi - Richard James - Thomas Jefferson - Edward H. Johnson - Amanda Jones - Arthur Jones (izumitelj) - Anatol Josepho - Joseph Francis Joy - Whitcomb L. Judson - 

## K
Dean Kamen - A. Atwater Kent - Charles Kettering - Jack Kilby - Margaret Knight - Stephanie Kwolek

## L
Hedy Lamarr - Edwin H. Land - Samuel Pierpont Langley - Lewis Latimer - 

## M
Hudson Maxim - Hiram Percy Maxim - Hiram Stevens Maxim - Abijah McCall - Cyrus McCormick - Elijah McCoy - William A. Mitchell - D. McFarlane Moore - Daniel McFarlan Moore - Garrett A. Morgan - Samuel Morse -

## N
Robert Noyce - 

## O
Samuel O'Reilly - Elisha Otis - 

## P
John Parker (abolicionist) - Les Paul - Lester Allan Pelton - John Pemberton - Henry Perky - John Pomberton - Lorenzo Ponza - Ron Popeil - James Porteous - Rufus Porter - Ed Pulaski - George Pullman - Mihajlo Pupin - Joshua Pusey - 

## Q
Calvin Quate - 

## R
Eliphalet Remington - Robert H. Rines - Otto Frederick Rohwedder - France Rode (1934–2017)

## S
Steven Sasson - Clarence Saunders - John Scarne - Otto Schmitt - August Schrader - Morris Schwartz - Louis H Schwitzer - William Shockley - Christopher Sholes - Henry Miller Shreve - Luther George Simjian - Isaac Singer - Samuel Slocum - John Souther - Percy Spencer - Frank J. Sprague - V. Alexander Stefan - John Stevens (izumitelj) - Robert Livingston Stevens - Levi Strauss - Sylvan Goldman - 

## T
Frederick Winslow Taylor? - Nikola Tesla - Ray Tomlinson - Andrew Toti - 

## W
Brian Walker - An Wang - Ezra Warner - George Westinghouse - John Adams Whipple - Charles Willliams jr. - A. Baldwin Wood - Wright brothers - James Wright (izumitelj) - 

## Y
Asen Yordanov - 